# سامسونج جالاكسي جي 7 برو
سامسونج جالاكسي جي 7 (2017) ويُعرف أيضًا باسمِ سامسونج جالاكسي جي 7 برو هو هاتف ذكي من إنتاج وتطوير وتسويق شركة إلكترونيات سامسونج. يعملُ الهاتف بنظام التشغيل أندرويد وقد كُشف النقاب عنه في تمّوز/يوليو 2017 إلى جانبِ سامسونج جالاكسي جي 3 (2017). يحتوي الهاتفُ على منظومة 64 بت؛ كما يتوفَّرُ على شريحة (SoC) مدعومة بـ 3 غيغابايت من ذاكرة الوصول العشوائي؛ ويعد خليفة سامسونج جالاكسي جي 7 (2016).
يتميَّزُ سامسونج جالاكسي جي 7 برو بكاميرا خلفيّة تأتي بدقة 13 ميجابكسل مزودة بفلاش وفتحة f/1.7 وتركيزٍ تلقائي بالإضافةِ إلى كاميرا أماميّة بدقة 13 ميجابكسل مع فتحة f/1.9 ومزودة أيضًا بفلاش.

## المواصفات

### المعدات
يتم تشغيل الهاتف بواسطة Exynos 7870 Octa؛ وهو معالجٌ ثماني النواة يعملُ بسرعة 1.6 غيغاهرتز ووحدة معالجة الرسومات مالي - T830 MP1؛ مع 3 غيغابايت من ذاكرة الوصول العشوائي و16 غيغايايت من التخزين الداخلي وبطارية بسعة 3600 أمبير-ساعة؛ ويُمكن زيادة مساحة التخزين داخل الهاتف إلى ما يصلُ إلى 256 غيغابايت باستخدامِ بطاقة مايكرو إس دي.

### العرض
تم تزويد هاتف سامسونج جالاكسي جي 7 بشاشة فائقة الدقة تبلغ 1920 × 1080 (نسبةُ عرضٍ إلى ارتفاعٍ تبلغُ 9:16 و401 نقطة في البوصة)؛ كما يحتوي على شاشة تعمل دائمًا مع شاشة 5.5 بوصة وهو ما يُمثل ما نسبتهُ 73.1٪ من حجم الهاتف الكلّي.

### البرمجيات
يأتي هذا الهاتفُ مع أندرويد 7.0؛ ويدعمُ بطاقتي سيم كما يتوفر على تطبيقي سامسونج نوكس وسامسونج باي. حصل سامسونج جالاكسي جي 7 برو مع هواتف أخرى مثل سامسونج جالاكسي إس 8 ونوت 8 وإيه 7 وجي 5 وجي 3 وإس 7 وإس 6 ونوت 5 على تحديث أندرويد 8.0 في 2018؛ وبدأَ في حزيران/يونيو 2019 تحديث الجهاز إلى أندرويد بي.